# Esmeraldas Sporting Club
El Esmeraldas Sporting Club es un equipo de fútbol profesional de Esmeraldas, Provincia de Esmeraldas, Ecuador. Se desempeña en la Segunda Categoría del Campeonato Ecuatoriano de Fútbol.
Está afiliado a la Asociación de Fútbol No Amateur de Esmeraldas.
- Datos: Q10943301